# Aulopocella
Aulopocella is een mosdiertjesgeslacht uit de familie van de Lekythoporidae en de orde Cheilostomatida. De wetenschappelijke naam ervan is in 1903 voor het eerst geldig gepubliceerd door Maplestone.

## Soorten
- Aulopocella americana Vieira, Gordon, Souza & Haddad, 2010
- Aulopocella bilamella Lu, 1991
- Aulopocella gelasinus Bock & Cook, 2000